# Tarsycja
Tarsycja, Tarzycja – imię żeńskie pochodzenia łacińskiego, żeński odpowiedni imienia Tarsycjusz.
Tarsycja imieniny obchodzi:
- 15 stycznia, jako wspomnienie św. Tarsycji z Rodelle w Rodezie[2][3][4];
- 17 lipca, jako wspomnienie bł. Tarsycji Maćkiw[5].